# Liste der Baudenkmäler in Eisenberg (Allgäu)

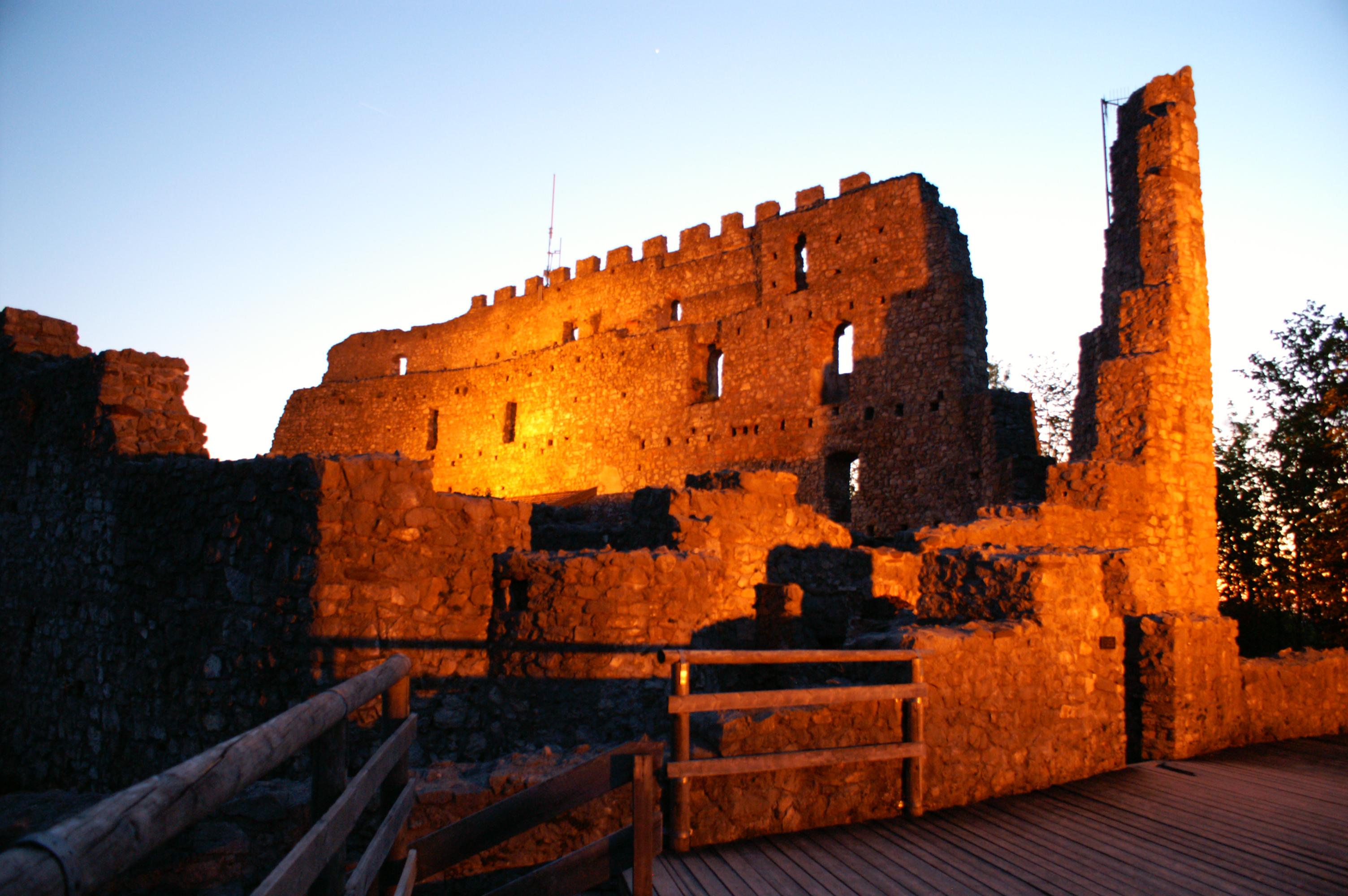
Ruine Eisenberg

Auf dieser Seite sind die Baudenkmäler in der schwäbischen Gemeinde Eisenberg zusammengestellt. Diese Tabelle ist eine Teilliste der Liste der Baudenkmäler in Bayern. Grundlage ist die Bayerische Denkmalliste, die auf Basis des Bayerischen Denkmalschutzgesetzes vom 1. Oktober 1973 erstmals erstellt wurde und seither durch das Bayerische Landesamt für Denkmalpflege geführt wird. Die folgenden Angaben ersetzen nicht die rechtsverbindliche Auskunft der Denkmalschutzbehörde.

## Baudenkmäler nach Ortsteilen

### Eisenberg
| Lage                           | Objekt             | Beschreibung | Akten-Nr.              | Bild               |
| ------------------------------ | ------------------ | --- | ---------------------- | ------------------ |
| Pröbstenerstraße 16 (Standort) | Ehemalige Schmiede | Zweigeschossiger Flachsatteldachbau in offener Ständerbohlenbauweise, zweite Hälfte 18. Jahrhundert.                                                                | D-7-77-125-10 Wikidata | Ehemalige Schmiede |
| Pröbstenerstraße 23 (Standort) | Gasthaus           | Zweigeschossiger Flachsatteldachbau mit geschweifter Giebeltür, genaster Büge und Schrägbalken an den Giebelecken, im Kern zweite Hälfte 18. Jahrhundert, erneuert. | D-7-77-125-11 Wikidata | Gasthaus           |
| Speidenerstraße 11 (Standort)  | Bauernhaus         | Zweigeschossiger Mitterstallbau mit Flachsatteldach, Hakenschopf und profilierten Kopfbügen, erste Hälfte 18. Jahrhundert.                                          | D-7-77-125-2 Wikidata  | Bauernhaus         |
| Speidenerstraße 12 (Standort)  | Bauernhaus         | Zweigeschossiger Satteldachbau mit zweiflügeliger Haustür und Kruzifix, um 1840/50.                                                                                 | D-7-77-125-3 Wikidata  | Bauernhaus         |

### Holz
| Lage               | Objekt          | Beschreibung | Akten-Nr.             | Bild            |
| ------------------ | --------------- | --- | --------------------- | --------------- |
| Holz 83 (Standort) | Kleinbauernhaus | Zweigeschossiger Flachsatteldachbau in verputzter Ständerbauweise mit aufgedoppelter Haustür und Längsschopf, erstes Drittel 19. Jahrhundert. | D-7-77-125-6 Wikidata | Kleinbauernhaus |

### Kögel
| Lage                | Objekt  | Beschreibung                                                                    | Akten-Nr.             | Bild    |
| ------------------- | ------- | ------------------------------------------------------------------------------- | --------------------- | ------- |
| Kögel 39 (Standort) | Kapelle | Satteldachbau mit Segmentbogenfenstern und Glockenstuhl, 1889; mit Ausstattung. | D-7-77-125-7 Wikidata | Kapelle |

### Schweinegg
| Lage                     | Objekt                        | Beschreibung                                                                                                | Akten-Nr.              | Bild           |
| ------------------------ | ----------------------------- | --- | ---------------------- | -------------- |
| In Schweinegg (Standort) | Katholische Kapelle St. Rasso | Satteldachbau mit westlichem verschindelten Dachreiter und Rundbogenfenstern, 1748 erbaut; mit Ausstattung. | D-7-77-125-12 Wikidata | weitere Bilder |

### Speiden
| Lage                    | Objekt                                   | Beschreibung | Akten-Nr.              | Bild           |
| ----------------------- | ---------------------------------------- | --- | ---------------------- | -------------- |
| Kirchplatz 1 (Standort) | Katholische Wallfahrtskirche Maria Hilf  | 1644–47 Vorgängerbau, dessen Sakristei und quadratisches Turmerdgeschoss in Neubau von 1660 übernommen, Saalbau mit Satteldach und Südturm mit abgeschrägten Ecken im Obergeschoss und Zwiebelhaube, barock, bezeichnet mit „1664“ am Südportal, 1678 Weihe, Stuckierung und Ausstattung 18. Jahrhundert; mit Ausstattung. | D-7-77-125-13 Wikidata | weitere Bilder |
| Kirchplatz 1 (Standort) | Katholische Wallfahrtskapelle Maria Hilf | Satteldachbau mit östlichem Glockenstuhl, 1635/36 erbaut, westliches Vorzeichen mit Halbwalmdach, 1680 ergänzt; mit Ausstattung. | D-7-77-125-14 Wikidata | weitere Bilder |
| Kirchplatz 2 (Standort) | Ehemaliger Gasthof                       | Langgestreckter Satteldachbau mit barockisierenden Fensterrahmungen, um 1900. | D-7-77-125-22 Wikidata | weitere Bilder |

### Stockach
| Lage                   | Objekt  | Beschreibung                                                                           | Akten-Nr.              | Bild    |
| ---------------------- | ------- | -------------------------------------------------------------------------------------- | ---------------------- | ------- |
| Stockach 34 (Standort) | Kapelle | Hölzerne Kapelle mit Satteldach und gedrehten Säulen, 1948 errichtet; mit Ausstattung. | D-7-77-125-15 Wikidata | Kapelle |

### Weizern
| Lage                 | Objekt                                                     | Beschreibung | Akten-Nr.              | Bild           |
| -------------------- | ---------------------------------------------------------- | --- | ---------------------- | -------------- |
| Weizern 2 (Standort) | Ehemaliges Schloss, dann Amtshaus der Herrschaft Eisenberg | Zweigeschossiger Steildachbau mit rundbogigem Portal mit Oberlicht, bezeichnet mit „1711“ über dem Eingang, nach Plänen von Johann Jakob Herkommer erbaut. | D-7-77-125-18 Wikidata | weitere Bilder |

### Zell
| Lage | Objekt                                     | Beschreibung | Akten-Nr.              | Bild           |
| --- | ------------------------------------------ | --- | ---------------------- | -------------- |
| An der Ruine Eisenberg; Schlossberg; an der Ruine Hohenfreyberg; am Schweinegger Weiher; am Langen Weg; bei der Ruine Hohenfreyberg (Standort) | Grenzsteine, sogenannte Malefizsteine      | Von ursprünglich elf sind noch zehn Steine erhalten, Kalkstein mit Wappen Österreich/Augsburg, bezeichnet mit „1582“. | D-7-77-125-21 Wikidata | weitere Bilder |
| Kirchweg 1 (Standort) | Katholische Pfarrkirche St. Peter und Paul | Saalbau mit Satteldach und Nordturm mit spätgotischem quadratischem Unterbau, barock, spätes 17. Jahrhundert Langhaus errichtet, um 1710 durch Johann Jakob Herkommer Chor ergänzt, 1815/16 oktogonaler Turmaufsatz und Haubendach; mit Ausstattung. | D-7-77-125-19 Wikidata | weitere Bilder |
| In der Gemeinen Wies (Standort) | Pestfriedhof                               | Mit Bruchsteinmauer umfriedet, 1635 angelegt. | D-7-77-125-20 Wikidata | weitere Bilder |
| Schlossruine Eisenberg (Standort) | Burgruine Eisenberg                        | Um 1315 wohl durch Peter von Hohenegg erbaut, 1646 zerstört, erhaltene Teile: an der Südostecke niedrige Fragmente der Ummauerung und Rest eines rechteckigen Gebäudes, an der Nordwestseite Innenhof und Rittersaal umschließende Mauer mit drei Etagen und verwittertem Zinnenkranz über dem zweiten Geschoss, östlich zwei Schalentürmen, Ringmauer in Form eines Zwingers mit Resten der Toranlage und des südlichen Schalenturms sowie im Südosten äußere niedrige Mauern mit nur im unteren Bereich erhaltenem Tor. | D-7-77-125-4 Wikidata  | weitere Bilder |
| Schlossruine Hohenfreyberg (Standort) | Burgruine Hohenfreyberg                    | Spätgotische Wehranlage in Form eines stark gelängten von Ost nach West gelagerten Rechtecks, erhaltene Teile: Westfront mit stichbogigem äußeren Tor von Schalentürmen flankiert, der südliche dreigeschossig mit Zinnenkranz, der nördliche stark zerstört, angeschlossener äußerer Hof mit Mauern mit Schießscharten und Torturm, innerer Hof im Norden mit Wehrmauer, zweigeschossiger Kemenate und südlichem Palasrest mit Dreiviertelturm, ehemaliger dreigeschossiger Schalenturm, innere Verteidigungsanlage mit in geringer Höhe erhaltener Ringmauer mit Schalenturm im Nordosten und zwei Quermauern, 1418–1432 erbaut, um 1460 verstärkt, im 16. Jahrhundert mehrfach und 1607–09 letztmals ausgebaut, 1646 zerstört. | D-7-77-125-5 Wikidata  | weitere Bilder |

## Ehemalige Baudenkmäler
In diesem Abschnitt sind Objekte aufgeführt, die früher einmal in der Denkmalliste eingetragen waren, jetzt aber nicht mehr. Objekte, die in anderem Zusammenhang – also z. B. als Teil eines Baudenkmals – weiter eingetragen sind, sollen hier nicht aufgeführt werden. Aktennummern in diesem Abschnitt sind ehemalige, jetzt nicht mehr gültige Aktennummern.

| Lage                                  | Objekt                | Beschreibung                                                                      | Akten-Nr.              | Bild                  |
| ------------------------------------- | --------------------- | --------------------------------------------------------------------------------- | ---------------------- | --------------------- |
| Unterreuten Unterreuten 51 (Standort) | Ehemaliges Bauernhaus | Mit konstruktivem Fachwerkgiebel, im Kern zweite Hälfte 18. Jahrhundert; erneuert | D-7-77-125-17 Wikidata | Ehemaliges Bauernhaus |

## Abgegangene Baudenkmäler
In diesem Abschnitt sind Objekte aufgeführt, die früher einmal in der Denkmalliste eingetragen waren, jetzt aber nicht mehr existieren, z. B. weil sie abgebrochen wurden. Aktennummern in diesem Abschnitt sind ehemalige, jetzt nicht mehr gültige Aktennummern.

| Lage                                     | Objekt          | Beschreibung | Akten-Nr.             | Bild            |
| ---------------------------------------- | --------------- | --- | --------------------- | --------------- |
| Eisenberg Pröbstenerstraße 12 (Standort) | Bauernhaus      | Wohnteil verputzter Ständerbau mit Schrägbalken, Anfang 19. Jahrhundert; im März 2014 als nicht denkmalwürdig abgebrochen                                                        | D-7-77-125-9 Wikidata | Bauernhaus      |
| Unterdolden Unterdolden 74 (Standort)    | Kleinbauernhaus | Verputzter Ständerbau mit verbleiten Fenstern, aufgedoppelter Haustür und Fresko, Ende 18. Jahrhundert; Wohnteil 2012 abgebrochen und anschließend in ähnlichem Stil neu gebaut. | D-7-77-125-16         | Kleinbauernhaus |